# Малий Ключів
Ма́лий Ключів — село в Україні, у Печеніжинській селищній територіальній громаді Коломийського району Івано-Франківської області.

## Географія
На північній околиці села річка Большова впадає у Ключівку.

## Історія
Перша згадка про село Малий Ключів відноситься до 1416 р. (в Польських хроніках).
Перша версія походження — соляні ключі (соровиці), село Ключів-соровиці, село Малий Ключів — джерело.
Друга версія — ключі журавлині, які кружляли над селом під час відльоту в теплі краї. Над Малим Ключевом — малий ключ, над Великим Ключевом — великий ключ.
Третя версія — з переказів, Ключів походить від того, що безіменна річка, яка мала течію біля перших поселенців й у тому місці мала згин, подібний до ключа. Так нібито і стала річка називатися Ключівка, а потім і поселення перебрало ту назву. Назва села Малий Ключів ніколи не змінювалась.

## Інфраструктура
В селі є сільська рада, сільський клуб, бібліотека, школа І-ІІст., медпункт, УПАЦ «Різдва Пресвятої Богородиці» та два приватні магазини.

## Пам'ятні місця
У селі розташований пам'ятник І. Я. Франкові, який був відкритий 21 вересня 2003 року. А також є історичні місця: «Пам'ятний знак» загиблих воїнів — односельчан під час Другої світової війни та могила «Січовим стрільцям», яка була відновлена 21 вересня 1990 р.

## Населення
Згідно з переписом УРСР 1989 року чисельність наявного населення села становила 1360 осіб, з яких 641 чоловік та 719 жінок.
За переписом населення України 2001 року в селі мешкало 1311 осіб.

### Мова
Розподіл населення за рідною мовою за даними перепису 2001 року:
| Мова       | Відсоток |
| ---------- | -------- |
| українська | 99,85 %  |
| російська  | 0,15 %   |

## Церква
В селі за часів Австро-Угорщини діяла філіяльна парафіяльна греко-католицька церква Різдва Пречистої Діви Марії.
Храм Різдва Пр. Богородиці 1857 р. — дерев'яний, пам'ятка архітектури місцевого значення № 819. У 2016 р. перейшла з-під юрисдикції УАПЦ в УПЦ КП.

## Відомі люди
- Цісик Омелян — український літературознавець, освітній діяч, батько Дарії Ребет, уродженець села.